# Александровське (Александровський район)
Алекса́ндровське (рос. Александровское) — село, центр Александровського району Томської області, Росія. Адміністративний центр Александровського сільського поселення.

## Населення
Населення — 7211 осіб (2010; 7976 у 2002).
Національний склад (станом на 2002 рік):
- росіяни — 80 %
- німці — 9 %
- ханти — 2 %